# Дякин, Вильям Вячеславович
Вильям Вячеславович Дякин (23 января 1942) — российский учёный в области квантовой механики и электродинамики, доктор физико-математических наук (1985), главный научный сотрудник Института физики металлов УрО РАН, профессор Уральского государственного университета и УГТУ-УПИ.

## Биография
Родился 23.01.1942.
После окончания физического факультета Уральского государственного университета им. А. М. Горького (1964) оставлен в аспирантуре при кафедре теоретической физики.
С 1968 г. младший научный сотрудник теоретического отдела Института физики металлов имени М. Н. Михеева Уральского отделения АН СССР, работал в группе вычислительной математики.
В 1972 г. защитил кандидатскую диссертацию:
- Возможности теоретического расчета электронных энергетических спектров твердых тел : диссертация … кандидата физико-математических наук : 01.00.00 / В. В. Дякин. — Свердловск, 1971. — 130 с. : ил.

С 1975 г. старший научный сотрудник, с начала 1980-х гг. руководитель группы вычислительной и математической физики в лаборатории теории твердого тела. В настоящее время (2018) — главный специалист-советник в этой лаборатории.
Доктор физико-математических наук (1985), диссертация:
- Аналитическое исследование общих свойств зонных спектров твердых тел : диссертация … доктора физико-математических наук : 01.04.07. — Свердловск, 1985. — 221 с. : ил.

Профессор кафедры теоретической физики Уральского государственного университета и кафедры ВМ и УМФ Уральского государственного технического университета, руководил работой аспирантов.
Научные интересы — исследование физических моделей методами современной математической физики и вычислительной математики.
Сочинения:
- Математические основы классической магнитостатики [Текст]. — Екатеринбург : Ин-т физики металлов УрОРАН, 2016. — 403 с. : ил.; 21 см. — (Научно-образовательная серия Физика конденсированных сред; 10).; ISBN 978-5-8295-0426-7 : 100 экз.
- Теория и расчет накладных вихретоковых преобразователей / В. В. Дякин, В. А. Сандовский. — М. : Наука, 1981. — 136 с. : ил.; 21 см.
- Задачи электродинамики в неразрушающем контроле / В. В. Дякин, В. А. Сандовский. — Екатеринбург : ИФМ, 2008. — 389 с. : ил.; 22 см; ISBN 5-7691-1861-X
- Применение квадратурных формул для вычисления значений спецфункций / В. В. Дякин, М. С. Дударев, А. Е. Гвентер; Ин-т физики металлов. — Препр. — Свердловск : Уро АН СССР, 1988. — 52,[1] с.; 20 см. — (Науч. доклады. АН СССР, Урал. отд-ние).
- Дякин В. В., Лебедев Ю. Г. Магнитостатический подход к решению задач прикладной сверхпроводимости // Высокотемпературная сверхпроводимость. Свердловск; Сыктывкар, 1990. 18 с.
- В. В. Дякин, В. П. Широковский, «Нули собственных функций квазипериодической задачи», Дифференц. уравнения, 10:4 (1974), 624—628
- В. В. Дякин, В. П. Широковский, «Оценка скорости сходимости метода функции Грина в расчетах электронных спектров», Ж. вычисл. матем. и матем. физ., 12:2 (1972), 532—537
- В. В. Дякин, В. П. Широковский, “Скорость сходимости метода присоединенных плоских волн в расчетах электронных спектров”, Ж. вычисл. матем. и матем. физ., 11:4 (1971), 1047–1050
- В. В. Дякин, «Свойства собственных функций оператора Шредингера с периодическим потенциалом при наличии магнитного поля», ТМФ, 18:1 (1974), 70-77.

Живёт в Кыштыме.